# Бой возле села Базар
Бой вблизи села Базар — бой 17 ноября 1921 года близ современного села Базар Народичского района Житомирской области Украины. В ходе этого боя Волынская группа Повстанческой армии УНР под командованием генерал-хорунжего Юрия Тютюнника потерпела поражение от 9-й Крымской кавалерийской дивизии РККА, последняя битва армии УНР.
Большинство историков считают, что поход почти не имел шансов на успех, это был скорее акт отчаяния.

## Предыстория
После ликвидации Украинской Народной Республики части вооруженных формирований УНР были интернированы в Польше. Однако в 1921 году было принято решение рейдом отправиться на Украину с целью поддержки антисоветских выступлений. Планировалось поднять всенародное восстание и дойти до Киева. Против войск УНР под командованием генерал-хорунжего Юрия Тютюнника советское командование стянуло значительные силы. По некоторым данным, преимущество в живой силе советских войск в сорок раз превышало силы восставших.

## Ход боя
Последний бой с РККА Волынская группа провела 17 ноября 1921 под Малыми Миньками. В нём около 1000 бойцов УНР противостояли превосходящим в силе советским войскам.
После того, как восставшие израсходовали все патроны, бой превратился в рукопашную схватку, в которой отряд УНР был рассеян и уничтожен как самостоятельная боевая единица. Существует мнение, что боевой дух Волынской группы был столь высок, что ее солдаты сражались до «последнего вздоха». Однако количество попавших в плен бойцов указывает на совершенно противоположные выводы, а отдельные случаи самоподрыва гранатами объясняются нежеланием офицеров и высокопоставленных чиновников попасть в плен.
Удалось спастись и вернуться в Польшу штабу армии, конной сотне и раненым, которые находились на передних подводах.
18 ноября пленных, окруженных конным эскортом, перевели в Базар, где над ними состоялся суд. Протокол Чрезвычайной комиссии гласит, что в бою под Малыми Миньками были убиты более 400 бойцов, в плен захвачено вместе с ранеными 537 воинов, из которых до суда дожило лишь 443. К высшей мере наказания — расстрелу — осудили 360 повстанцев. Лиц командного состава направили в Киев для дополнительного допроса, большинство из них были казнены.
Представитель УССР в Польше А. Шумский, прочитав приговор комиссии, предлагал превратить этот суд в большой политический процесс, информацию о котором распространить в европейской и американской прессе. В то же время действия красноармейцев под М. Миньками просил замалчивать, ведь «способ ликвидации этого набега, принятый киевскими товарищами, произведет невыгодное для нас впечатление».
По данным, которые приводит украинский историк Роман Коваль, среди бойцов, погибших под Базаром, были не только украинцы, но и представители других народов. Согласно анкетам расстрелянных, 85,88 % из них составляли украинцы, 9,41 % — русские (это не менее 32 человек), поляки — 1,47 %, белорусы и евреи — 1,18 %, немцы — 0,59 %
Красноармейцы под Малыми Миньками тоже понесли значительные потери. По воспоминаниям некоторых участников тех событий, красноармейцы несколько дней возили своих раненых в Овруч, а госпитали в Базаре, Хабном и Народичах были заполнены.
С поражением Второго Зимнего похода вооруженная борьба регулярной украинской армии закончилась.

## Память
Бой приобрёл культовое значение в украинских эмигрантских кругах.
23 ноября 1941 г. Украинский национальный совет устроил в Андреевской церкви г. Киева торжественную панихиду в память 20-й годовщины Базара.
В 1970 г. правительство УНР в изгнании планировало учредить одноименный орден, был опубликован эскиз, однако замысел остался нереализованным.
В 1991 году представители националистических и национал-демократических организаций попытались установить на месте гибели повстанцев крест, однако власти не разрешили этого сделать. Год крест пролежал скрытым в Базарских кустах. Настоящий памятник возвели только в 2000 году на деньги эмигрантов из Великобритании.